# Leśniewo (Puck)
Leśniewo  (deutsch Leßnau) ist ein Dorf in der Landgemeinde Puck (Putzig) der polnischen Woiwodschaft Pommern.

## Geographische Lage
Die Ortschaft liegt in der historischen Region Westpreußen, westlich der Danziger Bucht, etwa zwölf Kilometer nördlich  der  Stadt Wejherowo (Neustadt in Westpreußen) und fünfzig  Kilometer nordnordwestlich  von Danzig.
|  |

## Geschichte

Leßnau (Lessnau) westlich der Danziger Bucht und nördlich von Neustadt in Westpreußen auf einer Landkarte von 1910.

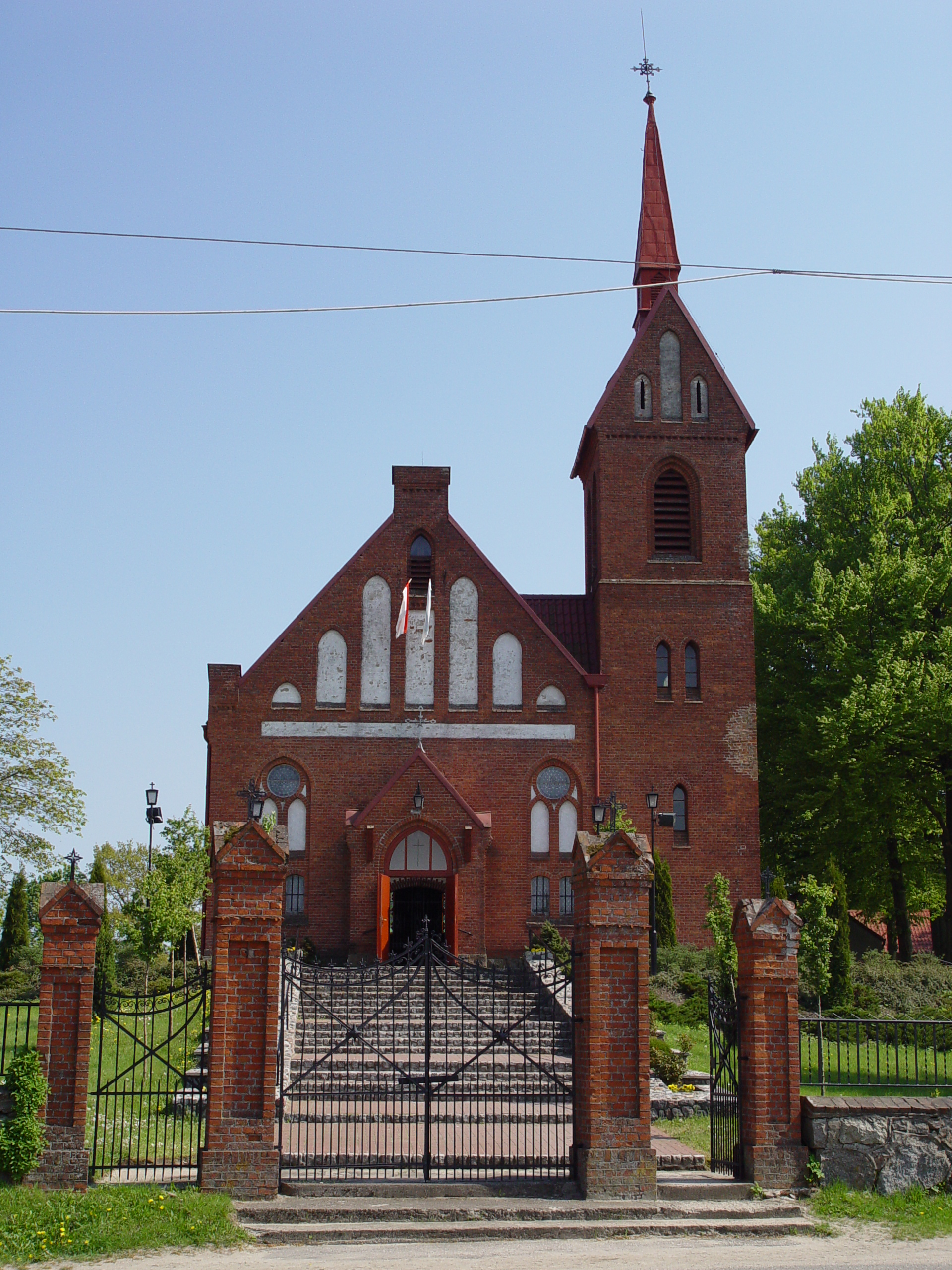
Dorfkirche, erbaut 1892–1893 (bis 1945 evangelisch).

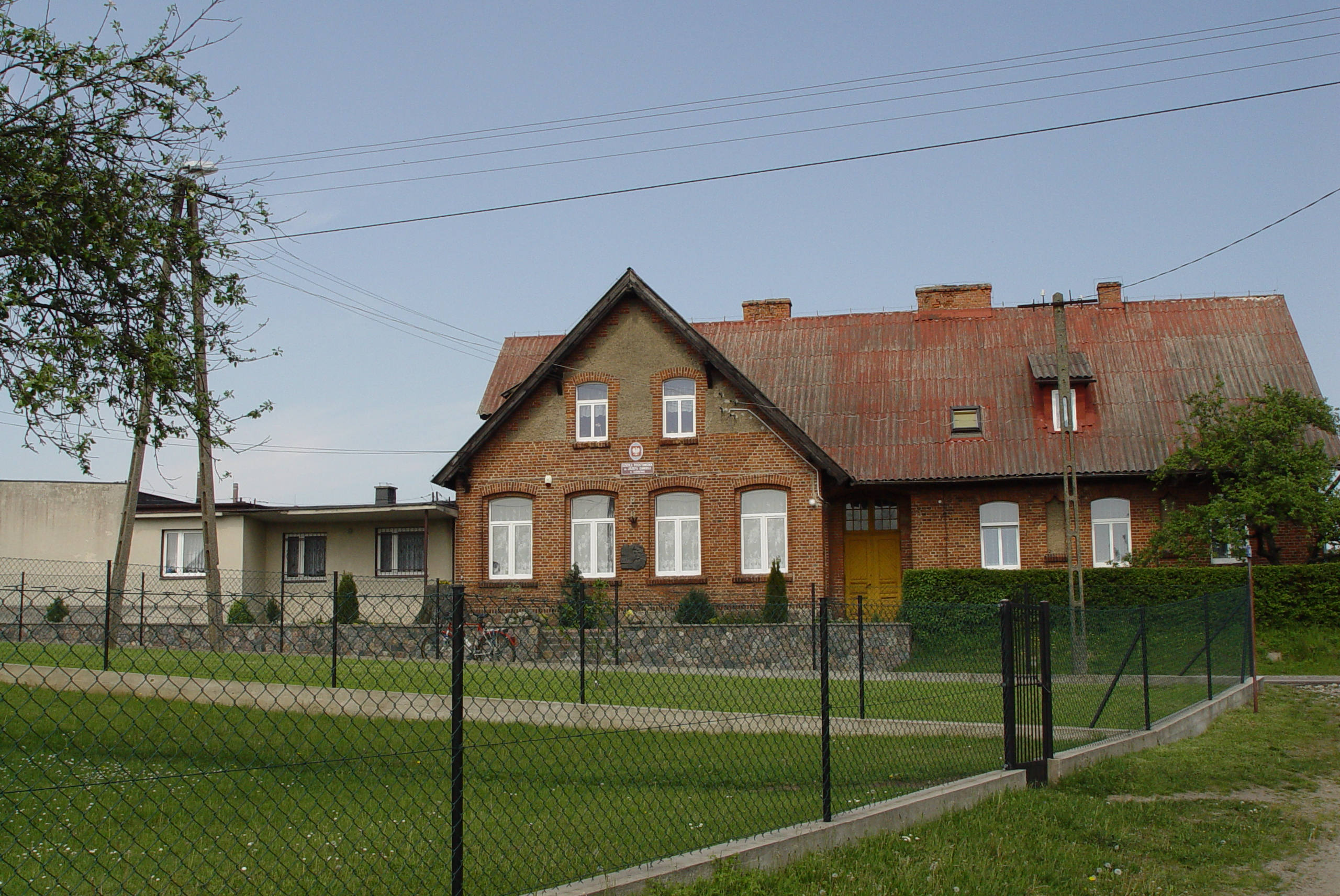
Dorfschule

Am Ende des 16. Jahrhunderts hieß der Ort Neu-Mechow, um 1661 wurde er Lisnewo genannt. Im Jahr 1785 wird Lessnow oder  Lesnau als ein königliches Erbpachtvorwerk  mit 15  Feuerstellen (Haushaltungen) bezeichnet. 1850 wird Leßnau ein Erbpachtgut genannt. Im Jahr 1871 hat das Bauerndorf Lessnau 560 Einwohner, die in 107 Haushaltungen leben und auf 57 Wohngebäude verteilt sind.
Bis 1919 gehörte das Dorf Leßnau zum Kreis Putzig im Regierungsbezirk Danzig  der Provinz Westpreußen des Deutschen Reichs.
Nach Ende des Ersten Weltkriegs musste das Kreisgebiet mit dem Dorf Leßnau aufgrund der Bestimmungen des Versailler Vertrags zum Zweck der Einrichtung des Polnischen Korridors an Polen abgetreten werden, mit Wirkung vom 20. Januar 1920 und ohne Volksabstimmung. Durch den Überfall auf Polen 1939 wurde das Gebiet völkerrechtswidrig vom Deutschen Reich annektiert und wurde dem Reichsgau Danzig-Westpreußen zugeordnet.
Gegen Ende des Zweiten Weltkriegs besetzte im Frühjahr 1945 die Rote Armee das Kreisgebiet. Soweit die deutschen Einwohner nicht geflohen waren, wurden sie in der darauf folgenden Zeit aus Leßnau vertrieben.

## Bevölkerungsentwicklung
| Jahr | Einwohner | Anmerkungen        |
| ---- | --------- | ------------------ |
| 1864 | 587       | [ 5 ]              |
| 1871 | 560       | in 57 Wohngebäuden |
| 1905 | 552       | [ 6 ]              |
| 1910 | 549       | [ 7 ]              |

## Persönlichkeiten
- Ludwig Szymczak (1902–1945),  dem Kommunismus anhängender   Bergmann im Kohlerevier des Ruhrgebiets und späterer Wirtschaftsemigrant der Sowjetunion, wurde in  Leßnau geboren und im KZ Mittelbau-Dora ermordet.